# Thomas Sowell
 (octobre 2020).
Si vous disposez d'ouvrages ou d'articles de référence ou si vous connaissez des sites web de qualité traitant du thème abordé ici, merci de compléter l'article en donnant les références utiles à sa vérifiabilité et en les liant à la section « Notes et références ».
Thomas Sowell, né le 30 juin 1930, est un économiste de l'École de Chicago, professeur, écrivain et chroniqueur politique américain. Il défend des politiques conservatrices dans le domaine social et basées sur le laissez-faire en économie.

## Biographie
Thomas Sowell nait en Caroline du Nord dans une famille afro-américaine. Bientôt, il déménage avec sa famille (excepté son père, mort avant sa naissance) à Harlem (New York). Il intègre la très sélective Stuyvesant High School mais quitte l'école à dix-sept ans pour des raisons financières et familiales. Il fait son service militaire chez les Marines puis poursuit des études supérieures : bachelor d'économie avec mention magna cum laude en 1958 à Harvard, master d'économie en 1959 à l'université Columbia et doctorat d'économie à l'université de Chicago en 1968 sous la direction de George Stigler, futur « prix Nobel » d'économie (1982).
Il débute comme économiste au département du Travail en 1961-1962 puis rejoint l’enseignement. Il enseigne par la suite dans de nombreuses universités dont l'université Cornell, l'université Brandeis et l'UCLA. Depuis 1980, il est le Rose and Milton Friedman Senior Fellow au Hoover Institute de l'université Stanford.

## Travaux
Thomas Sowell s'est surtout concentré sur les problématiques économiques, raciales et éducatives.
Ancien adepte du marxisme, il expose dans Marxism: Philosophy and Economics (1985) les malentendus et falsifications qui, selon lui, entoureraient cette doctrine. 
Il reste par exemple dans la lignée de l'analyse de Marx quand il nie l'efficacité  des « politiques sociales » et qualifie de « socialisme pour les riches » la plupart d'entre elles qui, selon lui, nuisent aux plus pauvres (parce qu'elles sont par définition imposées par les puissants). 
Il défend, dans Say's Law: An Historical Analysis (1972), contre Keynes et les keynésiens, la loi de Say, selon laquelle toute offre de produits est une demande d'autres produits.
Ayant assimilé les enseignements de Friedrich Hayek,  il propose dans Knowledge and Decisions (1980) une analyse des conditions dans lesquelles l'information se crée et s'utilise dans la société.
Il écrit également des ouvrages d'économie générale (Applied Economics, Basic Economics…) dans l'esprit de l'école de Chicago.
En matière d'ethnies, Thomas Sowell, qui est lui-même Noir, s'oppose à la politique d'Affirmative Action (discrimination positive) destinée à « favoriser les Noirs » ou d'autres communautés,,. Dans Race and Economics (1975), il affirme que ces politiques n'ont favorisé que les Noirs déjà établis dans la politique, discréditant et affaiblissant la compétence des autres.
Il étend ensuite cette analyse au reste du monde, dans Preferential Policies: An International Perspective (1990) et Affirmative Action in the world (2004). Il dénonce le règne du « politiquement correct », qui fait par exemple que, selon lui, la nature raciste d'une pratique de Noirs des États-Unis, le « knockout game » ou « chasse à l'ours blanc », n'a été divulguée par la police new-yorkaise et les médias que quand elle a pris des Juifs pour cibles, alors que depuis des années, des Blancs et des Asiatiques en étaient victimes, ce qui est de la dissimulation de crime haineux liés au racisme.
Thomas Sowell travaille également sur des thèmes liés à l'éducation, s'intéressant aux enfants en retard dans l'apprentissage de la parole (The Einstein Syndrome: Bright Children Who Talk Late), en particulier les cas d'Albert Einstein, de Richard Feynman, d'Arthur Rubinstein ou de Clara Schumann.

## Chroniqueur
Thomas Sowell intervient en tant que débatteur dans la série d'émissions Free to Choose.
Il écrit pour de nombreux journaux ou revues, comme Forbes et The Wall Street Journal. Il traite principalement des domaines économiques en défendant des politiques basées sur le laissez-faire. Il contribue à Capitalism Magazine ou à Townhall, périodique conservateur. Il y critique de nombreuses positions libérales telles que le mariage homosexuel, l'euthanasie ou le droit à l'avortement.
Il défend des positions controversées sur les techniques de profilage psychologique des terroristes incluant des éléments ethnico-raciaux[réf. nécessaire].

## Influences
L'influence de Thomas Sowell sur la société américaine a été et demeure importante ; ainsi, le juge de la Cour suprême Clarence Thomas déclare que Race & Economics de Sowell a « changé sa vie ».
L'essayiste britannique Paul Johnson dit de lui : « Le plus éminent philosophe de l'Amérique est Thomas Sowell. Il m'a plus apporté que n'importe quel autre philosophe américain encore en vie… » (« America's leading philosopher is Thomas Sowell. He has given me more than any other living American philosopher… »).

## Récompenses
- 2002 : National Humanities Medal
- 2003 : Bradley Prize for intellectual achievement

## Publications (sélection)

### Ouvrages traduits en français
- Race, politique et économie. Une approche internationale (Race and Economics, 1975) Paris, PUF, 1986, 313 p.[3]
- L'Amérique des ethnies [« Ethnic America: A History »], Lausanne, Éditions L'Âge d'Homme, coll. « Cheminements », 1990, 327 p. (ISBN 978-2-8251-2321-8, lire en ligne)
- Intellectuels et Race : Leurs manipulations révélées (Intellectuals and Race, 2013), préface de Laurent Obertone, Éditions Résurgences, 2021  (ISBN 979-8544015031)
- Économie basique : Guide de bon sens en matière économique (Basic Economics: A Common Sense Guide to the Economy (5e éd., 2014), Valor, 900 p., 2024  (ISBN 978-2361170769)
- Illusions de la justice sociale (Social Justice Fallacies, 2023), trad. fr & notes Radu Stoenescu, Éditions Carmin, 2025  (ISBN 978-2-493247-05-6)

### Ouvrages en anglais
- 1971 : Economics: Analysis and Issues, Scott Foresman & Co
- 1972 : Say's Law: A Historical Analysis, Princeton University Press (ISBN 978-0-691-04166-7)
- 1972 : Black Education: Myths and Tragedies, David McKay Co. (ISBN 0-679-300155)
- 1974 : Classical Economics Reconsidered, Princeton University Press  (ISBN 978-0691003580)
- 1975 : Race and Economics, David McKay Co.  (ISBN 978-0-679-30262-9)
- 1980 : Knowledge and Decisions, Basic Books (ISBN 978-0-465-03736-0)
- 1981 :
  - Pink and Brown People and Other Controversial Essays, Hoover Press (ISBN 0-817-97532-2)
  - Markets and Minorities, Basic Books  (ISBN 0-465-04399-2)
  - Ethnic America: A History, Basic Books  (ISBN 0-465-02074-7)
    - Chapter 1, "The American Mosaic"[11]
- 1983 : The Economics and Politics of Race, William Morrow and Company (ISBN 0-688-01891-2)
- 1984 : Civil Rights: Rhetoric or Reality?, William Morrow  (ISBN 0-688-03113-7)
- 1985 : Marxism: Philosophy and Economics, Quill  (ISBN 0-688-06426-4)
- 1986 : Education: Assumptions Versus History, Hoover Press  (ISBN 0-8179-8112-8)
- 1987 : Compassion Versus Guilt and Other Essays, William Morrow  (ISBN 0-688-07114-7)
- 1987 : A Conflict of Visions: Ideological Origins of Political Struggles, William Morrow  (ISBN 0-688-06912-6)
- 1990 : Preferential Policies: An International Perspective (ISBN 0-688-08599-7)
- 1993 :
  - Inside American Education, New York, The Free Press (ISBN 0-7432-5408-2)
  - Is Reality Optional?, Hoover  (ISBN 978-0-8179-9262-0)
- 1995 :
  - Race and Culture: A World View (ISBN 0-465-06796-4)
  - The Vision of the Anointed: Self-Congratulation As a Basis for Social Policy, Basic Books  (ISBN 0-465-08995-X)
- 1996 : Migrations and Cultures: A World View (ISBN 0-465-04589-8) (OCLC 41748039)
- 1998 :
  - Conquests and Cultures: An International History (ISBN 0-465-01400-3)
  - Late-Talking Children (ISBN 0465038352)
- 1999 :
  - Barbarians Inside the Gates and Other Controversial Essays (ISBN 0-8179-9582-X)
  - The Quest for Cosmic Justice (ISBN 0-684-86463-0)
- 2000 :
  - A Personal Odyssey (ISBN 0-684-86465-7)
  - Basic Economics: A Citizen's Guide to the Economy (1re éd.), New York, Basic Books  (ISBN 0-465-08145-2) ; 2004, 2e éd. revue et complétée, Basic Books
- 2002 :
  - Controversial Essays, Hoover  (ISBN 0-8179-2992-4)
  - The Einstein Syndrome: Bright Children Who Talk Late (ISBN 0-465-08141-X)
- 2003 : Applied Economics: Thinking Beyond Stage One (ISBN 0-465-08143-6)
- 2004 : Affirmative Action Around the World: An Empirical Study, New Haven, CT, Yale University Press (ISBN 978-0-300-10775-3)
- 2005 : Black Rednecks and White Liberals, San Francisco, Encounter Books (ISBN 978-1-59403-086-4)
- 2006 :
  - On Classical Economics, New Haven, CT, Yale University Press  (ISBN 978-0-300-12606-8)[12]
  - Ever Wonder Why? And Other Controversial Essays, Stanford, CA, Hoover Institution Press  (ISBN 978-0-8179-4752-1) (OCLC 253604328)
- 2007 :
  - A Man of Letters, San Francisco, CA, Encounter Books  (ISBN 978-1-59403-196-0)
  - Basic Economics: A Common Sense Guide to the Economy (3e éd.). Cambridge, MA, Perseus Books (ISBN 978-0-465-00260-3) (OCLC 76897806)
  - Economic Facts and Fallacies, Basic Books  (ISBN 978-0-465-00349-5) (OCLC 1033591370)
- 2008 : Applied Economics: Thinking Beyond Stage One (2e éd.), Basic Books  (ISBN 978-0-465-00345-7) (OCLC 260206351)
- 2009 :
  - The Housing Boom and Bust, Basic Books  (ISBN 978-0-465-01880-2)
    - Chapter 5, "The Past and the Future"[13]
- 2010 :
  - Intellectuals and Society, Basic Books  (ISBN 978-0-465-01948-9)[14]
  - Dismantling America, Basic Books  (ISBN 978-0-465-02251-9) (OCLC 688505777)
  - Basic Economics: A Common Sense Guide to the Economy (4e éd.), Cambridge, MA, Perseus Books  (ISBN 978-0-465-02252-6)
- 2011 : The Thomas Sowell Reader, Basic Books  (ISBN 978-0-465-02250-2)
- 2013 : Intellectuals and Race, Basic Books  (ISBN 978-0-465-05872-3)
- 2014 : Basic Economics: A Common Sense Guide to the Economy (5e éd.). New York, Basic Books  (ISBN 978-0-465-06073-3)
- 2015 : Wealth, Poverty and Politics: An International Perspective[15] ; 2016, 2e éd.  (ISBN 978-0-465-09676-3)
- 2018 : Discrimination and Disparities (ISBN 978-1-541-64560-8) ; 2019, éd. revue et complétée  (ISBN 978-1-541-64563-9)
- 2020 : Charter Schools and Their Enemies (ISBN 978-1-541-67513-1)
- 2023 : Social Justice Fallacies (ISBN 978-1-541-60392-9)

### Articles
- « 10 Questions With Thomas Sowell », John Hawkins, Right Wing News.
- « Thomas Sowell and the Virtue of Seriousness » par Glenn Greenwald.